# Ptilocaulis aulopora
Ptilocaulis aulopora är en svampdjursart som först beskrevs av Schmidt 1870.  Ptilocaulis aulopora ingår i släktet Ptilocaulis och familjen Axinellidae.
Artens utbredningsområde är Florida. Inga underarter finns listade i Catalogue of Life.